# Onthophagus ahenomicans
Onthophagus ahenomicans là một loài bọ cánh cứng trong họ Bọ hung (Scarabaeidae).